# 베이징 지하철
베이징 지하철(중국어 간체자: 北京地铁, 정체자: 北京地鐵, 병음: Běijīng dìtiě 베이징 디톄[*])은 중국 베이징의 지하철이다. 2025년 2월 현재 29개의 노선이 운행 중이며, 총 523개의 역에 879 km가 이어지며 매일 약 1375만 명의 승객이 이용한다. 베이징 지하철은 중국의 첫 번째 지하철이다.
중국에서는 상하이 지하철에 이어 두 번째로 긴 지하철 노선이며 매일 타는 승객수로는 중국 최대 규모를 자랑한다. 현재의 교통 체계를 비롯해 지하철 체계 또한 베이징 시의 엄청난 인구 규모를 소화하기에 역부족이므로 계속된 공사가 진행 중이다. 또한 2008년 하계 올림픽을 대비하여 지하 역사의 확장 공사를 하여, 2015년까지 총 연장 길이를 561 km로 늘린다는 계획이 발표된 바 있다. 2020년대 초반에는 2022년 동계 올림픽을 대비하였다.

## 역사
베이징이 중국의 수도인 만큼 지하철도 중국 내에서 최초로 공사를 시작하였다. 공사는 1965년 7월 1일에 시작하였으며 사실 구 소련과의 군사적 대치 상황을 예견하고 지하철 건설에 착수한 것이었다. 최초로 고안된 베이징 지하철 노선은 베이징시의 서쪽 언덕으로 이어지면서 시 중심을 통과하도록 하였다. 4년 뒤 1969년 9월에 1호선이 개통되었다. 처음에는 군병력의 이동수단으로만 허가되었으므로 민간인이 사용하지 못하였다가 1977년 일반에, 1980년 외국인 관광객에까지 전면 이용 허가가 이루어졌다. 오늘날에는 남쪽 부분을 담당하는 2호선과 더불어 1호선이 지하철의 기능을 오래전부터 줄곧 담당해오고 있다.
기존의 호선 체계에 더하여 2007년에는 남북을 관통하는 5호선이 개통하였으며, 2008년 하계올림픽 전에 3개의 신규 노선이 개통을 하였다. 8호선과 10호선, 베이징 지하철 수도공항선이 이에 해당한다. 베이징시는 2002년부터 올림픽을 대비해 시 내부 교통 정비를 위하여 630억 위안을 들여 지하철 공사에 착수하였다. 예전과 다른 점은 지하철 공사가 정부 자금 뿐 아니라 민자를 상당 부분 유치하였다는 것이다. 나머지 추가 비용은 중국의 주요 4대은행으로부터 저금리 융자를 받아 공사를 진행하였다.

## 노선 일람
| 색깔 | 노선(호선) | 역                                                                                             | 호선 완공 | 최신 개보수 | 길이 (km) | 역      | 환승                                                                       |
| ---- | ---------- | ---------------------------------------------------------------------------------------------- | --------- | ----------- | --------- | ------- | -------------------------------------------------------------------------- |
|      | 1호선      | 핑궈위안(苹果园) - 쓰후이 동(四惠东)                                                           | 1981      | 2006        | 30.44     | 23      | 2, 4, 5, 8, 9, 10, 14, 16, 바퉁선                                          |
|      | 바퉁선     | 쓰후이(四惠) - 유니버설리조트(环球度假区)                                                      | 2003      | 2021        | 23.4      | 13      | 1, 7                                                                       |
|      | 2호선      | 시즈먼(西直门) - 베이징역 - 시즈먼                                                             | 1981      | 1987        | 23.1      | 18 (0)  | 1, 3, 4, 5, 6, 8, 13, 19, 수도공항선                                       |
|      | 3호선      | 둥쓰스탸오(东四十条) - 둥바베이(东坝北)                                                        | 2024      |             | 15.6      | 10      | 2, 10, 12, 14, 17                                                          |
|      | 4호선      | 궁이시차오(公益西桥) - 안허차오 북(安河西桥北)                                                 | 2009      | 2010        | 28.2      | 24      | 1, 2, 6, 7, 9, 10, 12, 13, 14, 16, 19, 다싱선                              |
|      | 다싱선     | 궁이시차오(公益西橋) - 톈궁위안(天宫院)                                                        | 2010      |             | 21.7      | 12 (1)  | 4, 19                                                                      |
|      | 5호선      | 톈퉁위안 북(天通苑北) - 쑹자좡(宋家庄)                                                         | 2007      |             | 27.6      | 23 (7)  | 1, 2, 6, 7, 10, 12, 13, 14, 15, 이좡선, 수도공항선                         |
|      | 6호선      | 진안차오(金安桥)- 루청(潞城)                                                                   | 2012      | 2018        | 53.4      | 32      | 2, 4, 5, 8, 9, 10, 11, 14, 16, 19, S1선                                    |
|      | 7호선      | 베이징 서역 - 유니버설리조트(环球度假区)                                                       | 2014      | 2021        | 40.3      | 30      | 4, 5, 8, 9, 10, 14, 16, 바퉁선                                             |
|      | 8호선      | 주신좡(朱辛庄) - 잉하이(瀛海)                                                                  | 2008      | 2021        | 51.6      | 34      | 1, 2, 6, 7, 10, 12, 13, 14, 15, 창핑선                                     |
|      | 9호선      | 국가도서관(國家圖書館) - 궈궁좡(郭公庄)                                                        | 2011      | 2012        | 16.5      | 12      | 1, 4, 6, 7, 10, 14, 16, 팡산선                                             |
|      | 10호선     | 순환 노선                                                                                      | 2008      | 2013        | 57.1      | 45      | 1, 3, 4, 5, 6, 7, 8, 9, 12, 13, 14, 16, 17, 19, 이좡선, 창핑선, 수도공항선 |
|      | 11호선     | 모스커우(模式口) - 신서우강(新首钢)                                                            | 2021      | 2023        | 4.2       | 4       | 6, S1선                                                                    |
|      | 12호선     | 쓰지칭차오(四季青桥) - 둥바베이(东坝北)                                                        | 2024      |             | 28.9      | 20      | 3, 4, 5, 6, 8, 10, 13, 16, 17, 19, 창핑선, 수도공항선                      |
|      | 13호선     | 시즈먼(西直门) - 둥즈먼(东直门)                                                                | 2002      | 2003        | 40.85     | 16 (14) | 2, 4, 5, 8, 10, 12, 15, 창핑선, 수도공항선                                 |
|      | 14호선     | 장궈좡(张郭庄) - 산거좡(善各庄)                                                                | 2013      | 2021        | 50.8      | 33      | 1, 3, 4, 5, 6, 7, 8, 9, 10, 15, 17, 19                                     |
|      | 15호선     | 칭화둥루시커우(清华东路西口) - 펑보(俸伯)                                                      | 2010      | 2014        | 30.2      | 12 (4)  | 5, 8, 13, 14, 창핑선                                                       |
|      | 16호선     | 베이안허(北安河) - 완핑청(宛平城)                                                              | 2016      | 2023        | 48.9      | 30      | 1, 4, 6, 7, 9, 10, 12, 팡산선                                              |
|      | 17호선     | 웨이라이커쉐청베이(未来科学城北) - 노동자 경기장(工人体育场) 스리허(十里河) - 자후이후(嘉会湖) | 2021      | 2023        | 16.5      | 21      | 3, 10, 12, 14, 이좡선                                                      |
|      | 19호선     | 무단위안(牡丹园) - 신궁(新宫)                                                                  | 2021      |             | 20.9      | 6       | 2, 4, 6, 10, 12, 14, 다싱선, 다싱공항선                                    |
|      | 팡산선     | 둥관터우난(东管头南) - 옌춘 동(阎村东)                                                         | 2010      | 2020        | 31.8      | 16 (10) | 9, 10, 16, 옌팡선                                                          |
|      | 이좡선     | 쑹자좡(宋家庄) - 이좡기차역(亦庄火车站)                                                        | 2010      | 2011        | 24.79     | 11 (9)  | 5, 10, 17                                                                  |
|      | 창핑선     | 창핑시산커우(昌平西山口) - 지먼차오(蓟门桥)                                                    | 2010      | 2024        | 43.8      | 20      | 8, 10, 12, 13, 15                                                          |
|      | 수도공항선 | 싼위안차오(三元桥) - 베이신차오(北新桥)                                                        | 2008      | 2021        | 30.0      | 5       | 2, 5, 10, 12, 13                                                           |
|      | 옌팡선     | 옌춘 동(阎村东) - 옌산(燕山)                                                                   | 2017      |             | 14.4      | 9       | 팡산선                                                                     |
|      | 서교선     | 샹산(香山) - 바거우(巴沟)                                                                      | 2017      |             | 8.8       | 6       |                                                                            |
|      | 다싱공항선 | 차오차오(草桥) - 다싱공항(大兴机场)                                                            | 2019      |             | 41.36     | 3       | 10, 19                                                                     |
|      | S1선       | 스창(石厂) - 핑궈위안(苹果园)                                                                  | 2017      | 2021        | 10.2      | 8       | 6, 11                                                                      |
|      | T1선       | 라오관리(老观里) - 딩하이위안(定海园)                                                          | 2020      |             | 11.9      | 14 (14) | 이좡선                                                                     |

## 같이 보기
- 홍콩 지하철
- 상하이 지하철
- 톈진 지하철
- 광저우 지하철
- 선전 지하철
- 세계 각국의 도시 철도
- 중화인민공화국의 철도